# André Diligent
André Diligent is een champagnehuis dat in Buxeuil in de Côte des Bar werd gevestigd. In de omgeving bezit het huis ook 10 hectare wijngaarden. De kelders liggen in Boxeuil, de wijngaarden in de gemeenten Polisy, Gyé-sur-Seine, Balnot en les Riceys. De eigenaren zijn Patrick en Joël Diligent.
De wortels waarop de wijnstokken geënt zijn zijn vijftien tot veertig jaar oud. Zij groeien in de argilo-calcaire bodem van de Côte des Bars. Dit terroir en de leeftijd van de wortels zijn belangrijke factoren die de smaak van de champagne bepalen.
De phylloxera-epidemie heeft de meeste wijnboeren gedwongen om de Europese druivenrassen te stekken op wortels van de resistente Amerikaanse wijnstokken. Deze worden niet zo oud als de Europese wijnstokken en kenners die de wijnen van vóór de phylloxera-epidemieën van het begin van de 20e eeuw hebben kunnen vergelijken roemen de kwaliteit van de oude wijnen.
Het bedrijf, dat al generaties familiebezit is, wordt momenteel door Patrick en Joël Diligent geleid.
Het huis gebruikt vooral de pinot noir die 80% van de druiven uitmaakt. Verder gebruikt men chardonnay en een klein beetje (3%) van de in champagne toegestane, maar zelden gebruikte, pinot blanc. De wijn moet ten minste twee jaar in eikenhouten vaten rijpen en de prise de mousse duurt twee of drie jaar.
Aan de Brut Sans Année, de meest verkochte champagne en het visitekaartje van het huis, wordt wijn uit de reserve toegevoegd die uit drie verschillende wijnjaren stamt. Met deze assemblage van wijn van meerdere jaren kan ook na minder goede oogsten een constante kwaliteit en de beoogde stijl worden gegarandeerd. De wijn mag na toevoeging van de liqueur de tirage en de prise de mousse nog twee of drie jaren "sur lie" liggen rusten voordat de dégorgement plaatsvindt. Deze rijping die volgens de wet minimaal anderhalf jaar moet duren levert een meer harmonieuze wijn op omdat de champagne zich met het gist in de hals voedt en de koolzuurbellen kleiner zijn, wat in de mond een zachtere en minder zure smaak achterlaat.
Het huis verkoopt de volgende champagnes:
- Champagne Pinot Blanc Vrai.
- Champagne Noir de Seine.
- Champagne Les trois pinots, geassembleerd met pinot blanc, pinot noir en pinot meunier.
- Champagne Epiphanie, een roséchampagne met 40% pinot noir.